# Florian Siekmann

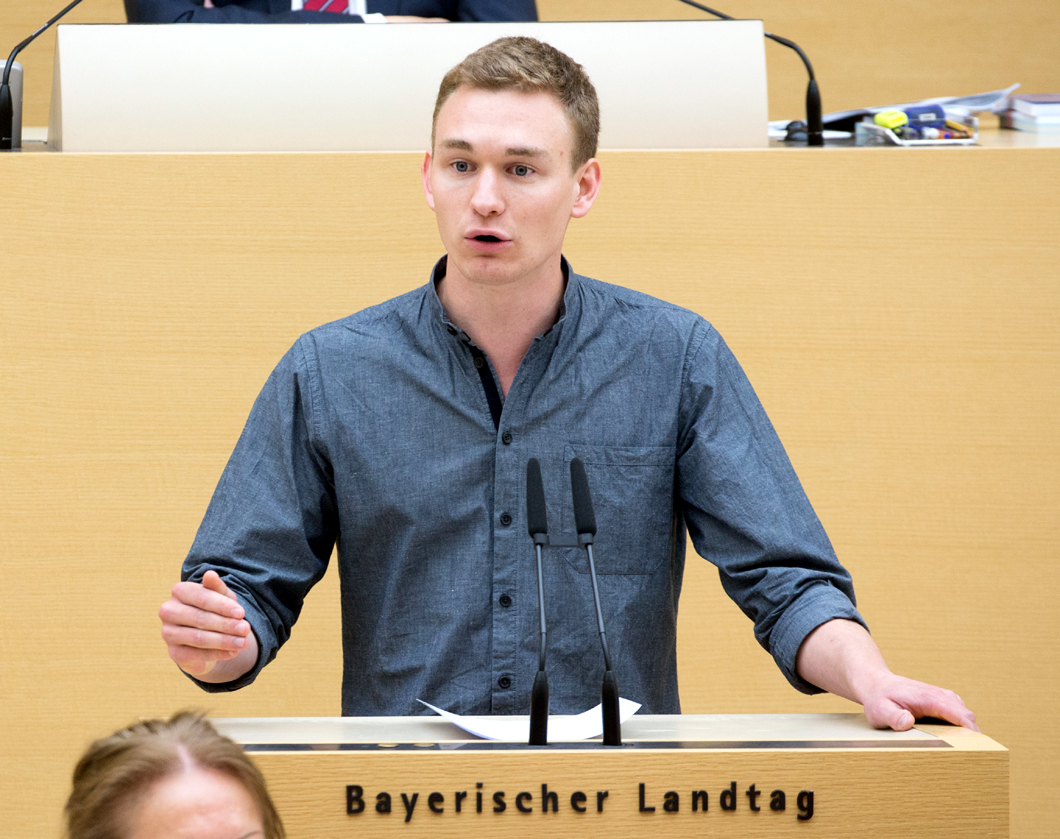
Florian Siekmann (Okt. 2019)

Florian Siekmann (* 1. Februar 1995 in Koblenz) ist ein deutscher Politiker (Bündnis 90/Die Grünen), seit 2018 Abgeordneter des Bayerischen Landtags und dort Sprecher für Inneres und queeres Leben der Grünenfraktion.

## Leben
2014 absolvierte Siekmann sein Abitur am Kurfürst-Balduin-Gymnasium in Münstermaifeld und begann im selben Jahr sein Studium der Chemie und Biochemie an der Ludwig-Maximilians-Universität (LMU) in München. Während seiner Schulzeit engagierte er sich in der Schülervertretung. Während seines Studiums verbrachte er Auslandsaufenthalte an der schwedischen Universität Umeå (2014) und an der US-amerikanischen Michigan State University (2016). Sein Studium schloss Siekmann im Jahr 2018 mit dem Abschluss Bachelor of Science ab.
Außeruniversitär war Siekmann von 2014 bis 2018 stellvertretender Vorsitzender des Fördervereins Chemie-Olympiade e.V. und von 2018 bis 2019 Mitglied im Kuratorium des Deutschen Akademischen Austauschdienstes (DAAD). Seit 2019 ist er Mitglied im Kuratorium des Max-Planck-Instituts für Physik.

## Politik
Seit 2015 ist Siekmann Mitglied bei Bündnis 90/Die Grünen und der Grünen Jugend. Während seines Bachelorstudiums engagierte er sich in der Studierendenvertretung und wurde im Jahr 2016 in den Senat und Hochschulrat der Ludwig-Maximilians-Universität München gewählt.
Siekmann kandidierte bei der Landtagswahl in Bayern 2018 und trat für den Stimmkreis München-Hadern an. Hierbei war er auf Listenplatz 16 in Oberbayern. Gemeinsam mit Eva Lettenbauer bildete er das Spitzenduo der Grünen Jugend Bayern. Beide erreichten mittels der Zweitstimmen den Einzug in den Landtag. Damit ist Siekmann der bisher jüngste Abgeordnete in der Geschichte des Bayerischen Landtags. Zusätzlich zum Stimmkreis München-Hadern ist er für den Stimmkreis Ebersberg zuständig.
In der 18. Wahlperiode war Siekmann vom 21. Mai 2021 bis 30. Oktober 2023 stellvertretender Fraktionsvorsitzender von Bündnis 90/Die Grünen, europapolitischer Sprecher seiner Fraktion und vom 28. November 2018 bis 30. Oktober 2023 Mitglied im Ausschuss für Bundes- und Europaangelegenheiten sowie regionale Beziehungen. Innerhalb der Europapolitik widmete er sich insbesondere aus landespolitischer Sicht bedeutsamen Themen. Hierzu zählen unter anderem die grenzüberschreitende Zusammenarbeit mit den Nachbarstaaten Schweiz, Österreich und Tschechien sowie der internationale Schüler- und Jugendaustausch.
Ab dem 8. Dezember 2021 bis 23. Mai 2023 war Siekmann stellvertretender Vorsitzender im Untersuchungsausschuss zur Maskenaffäre.
2019 gründete Siekmann mit weiteren Abgeordneten die schwule Parlamentariergruppe des Bayerischen Landtags. Ende 2021 übernahm er die Zuständigkeit für Queerpolitik von Tessa Ganserer, die in den Deutschen Bundestag gewählt wurde.
Bei der Landtagswahl in Bayern 2023 zog Siekmann erneut in den Bayerischen Landtag ein. Dort ist er stellvertretender Vorsitzender des Ausschusses für Kommunale Fragen, Innere Sicherheit und Sport, Mitglied des Beirat der Stiftung Bayerisches Amerikahaus gGmbH sowie stellvertretendes Mitglied im Parlamentarischen Kontrollgremium.
Seit dem 26. Januar 2020 ist Siekmann stellvertretendes Mitglied im Europäischen Ausschuss der Regionen und setzt sich dort unter anderem für europaweiten Ausbau des Breitband-Internetzugangs ein.
Siekmann ist seit Februar 2024 Vorsitzender der Grünen München.